# Ifeticar Adaulá
Ifeticar Adaulá (em árabe: إفتخار الدولة; romaniz.: Iftikhar ad-Dawla; lit. "orgulho da dinastia") foi o governador pelo Califado Fatímida de Jerusalém durante o cerco de 1099 conduzido pelos nobres cristãos da Primeira Cruzada.

## Vida

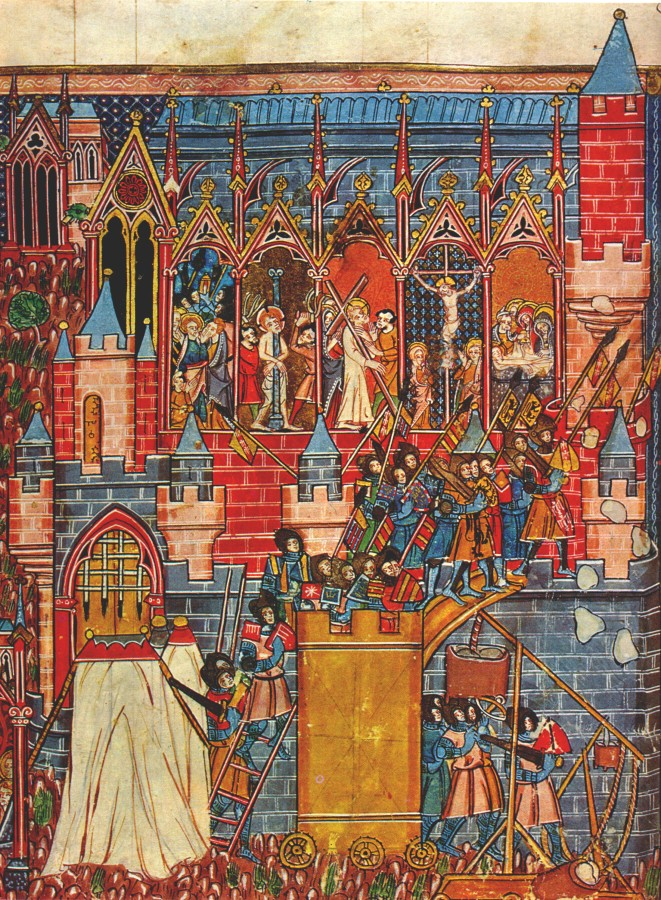
Iluminura na obra de Guilherme de Tiro sobre o cerco de 1099

Nada se sabe dos primeiros anos de sua vida. Aparece já no contexto da Primeira Cruzada, quando foi nomeado governador de Jerusalém em 1098 pelo vizir do Califado Fatímida Lavendálio. O último aproveitou a distração que os cruzados criaram com seu cerco de Antioquia para reconquistar a cidade, que já há alguns anos estava em mãos do Império Seljúcida. Em janeiro de 1099, ciente do avanço cruzado rumo a sua capital, Ifeticar ficou em estado de alerta. Envenenou os poços fora do perímetro urbano, moveu o gado para dentro das muralhas, enviou com urgência um mensageiro ao Egito para obter reforços e ordenou que todos os cristãos, que eram a maioria da população, evacuassem a cidade, mas permitiu que os judeus permanecessem. Possuía uma forte guarnição de tropas árabes e sudanesas que, embora fosse bem abastecida, era insuficiente para assegurar todos os muros e foi destruída após um cerco que durou seis semanas.
Em 15 de julho, entregou Jerusalém para Raimundo IV de Tolosa e foi escoltado com seus homens, como prometido no ato de rendição, até Ascalão. Pouco se sabe sobre ele além deste episódio, embora foi mencionado como governador de Ascalão após a queda de Jerusalém, o que sugere que era governador fatímida de toda a Palestina. O cronista sírio Bar-Hebreu refere-se a ele como "um homem do bairro dos egípcios", o que poderia indicar que era de origem núbia ou sudanesa, já que os homens de origem árabe ou turca eram geralmente especificados como tal. A autobiografia de Osama ibne Munquide citou um emir homônimo dos castelos locais de Abu Cubais, Cadmus e Alcafe, cuja irmã era casada com o tio de Osama, o governante de Xaizar.